# Coris (botànica)
|  | Aquest article tracta sobre el gènere de flors. Vegeu-ne altres significats a «Coris». |

Coris és un gènere de plantes amb flor de la família Myrsinaceae.

## Taxonomia
- Coris hispanica
- Coris monspeliensis - pinell
- Coris purpurea